# Pseudolunularia enigma
Pseudolunularia enigma är en mossdjursart som beskrevs av Cadee, Chimonides och Cook 1989. Pseudolunularia enigma ingår i släktet Pseudolunularia och familjen Selenariidae. Inga underarter finns listade i Catalogue of Life.